# Засмічення продуктів збагачення корисних копалин
Засміщення продуктів збагачення корисних копалин (рос. засорение продуктов обогащения, англ. fouling of minerals preparation products, нім. Verunreinigung f der Mineralaufbereitungserzeugnisse n pl) — вміст у продуктах збагачення компонентів, що відрізняються від видаленого продукту за прийнятою граничною густиною розділення, граничною крупністю класифікації або іншою ознакою (електричними, магнітними та інш. властивостями). Засмічення продуктів збагачення вище допустимих норм — ознака недосконалості технологічного процесу або несправності обладнання.